# Artillery
Az Artillery dán thrash/technikás death metal/speed metal együttes.

## Története
1982-ben alakultak Koppenhága Taastrup nevű külvárosában. Alapító tagjai Carsten Nielsen dobos és Jørgen Sandau gitáros. Nevüket a Tank "Filth Hounds of Hades" című albumán hallható "Heavy Artillery" című dalról kapták. Az artillery szó jelentése továbbá: tüzérség. Ezután kialakult a felállás: Jørgen Sandau és Michael Stützer - gitár, Morten Stützer - basszusgitár, Carsten Nielsen - dob, Per Onink - ének. 1983-ban megjelentették első demójukat "We Are the Dead" címmel. 1984-ben további két demót kiadtak "Shellshock" és "Deeds of Darkness" címekkel. 1985-ben a "Hey Woman" című daluk felkerült egy speed metal válogatáslemezre. Ugyanebben az évben Nielsen kilépett, helyére Flemming Rönsdorf került. 1986-ban megjelentették harmadik demójukat "Fear of Tomorrow" címmel, amely az első nagylemezük címe is lett. Azóta még nyolc stúdióalbumot adtak ki. Többször is feloszlottak: először 1982–től 1991-ig működtek, majd 1998–tól 2000-ig, végül 2007–től a mai napig.

## Tagok
- Michael Bastholm Dahl – ének (2012–)
- Michael Stützer – gitár (1982–1991, 1998–2000, 2007–)
- Peter Thorslund – basszusgitár (1988–1991, 2007–)
- Josua Madsen – dob (2012–)
- Kræn Meier – gitár (2019–)

Volt tagok
- Flemming Rönsdorf – ének (1984–1991, 1998–2000)
- Per Onink – ének (1982–1983)
- Carsten Lohman – ének (1983–1984)
- Søren Nico Adamsen – ének (2007–2012)
- Jørgen Sandau – ritmusgitár (1982–1988)
- Morten Stützer – gitár (1988–1991, 1998–2000, 2007–2019; 2019-ben elhunyt),[3] basszusgitár (1982–1988, 1998–2000)
- Per Moller Jensen – dob (1998–2000)
- Carsten Nielsen – dob (1982–1991, 2007–2012)

## Diszkográfia
- Fear of Tomorrow (1985)
- Terror Squad (1987)
- By Inheritance (1990)
- B.A.C.K. (1999)
- When Death Comes (2009)
- My Blood (2011)
- Legions (2013)
- Penalty by Perception (2016)
- The Face of Fear (2018)

Válogatáslemezek
- Deadly Relics (1998)
- In the Trash (2019)

Díszdobozos kiadványok
- Through the Years (2007)

DVD-k
- One Foot in the Grave – The Other in the Thrash (2008)